# Atletismo nos Jogos Pan-Americanos de 1963 - Revezamento 4x400 m masculino
A prova do revezamento 4x400 m masculino nos Jogos Pan-Americanos de 1963 foi realizada em São Paulo, Brasil.

## Medalhistas
| Ouro                                                                      | Prata                                                                            | Bronze                                                            |
| USA Estados Unidos Ollan Cassell James Johnson Richard Edmunds Earl Young | VEN Venezuela Aristedes Pinedo Leslie Mentor Victor Maldonaldo Hortensio Herrera | JAM Jamaica Anthony Carr Rupert Hoilett Malcolm Spence Mel Spence |

### Final
| Posição           | Nação              | Nomes                                                                 | Tempo   | Notas |
| ----------------- | ------------------ | --------------------------------------------------------------------- | ------- | ----- |
| Medalha de ouro   | USA Estados Unidos | Ollan Cassell, James Johnson, Richard Edmunds, Earl Young             | 3:09.62 |       |
| Medalha de prata  | VEN Venezuela      | Aristedes Pinedo, Leslie Mentor, Victor Maldonaldo, Hortensio Herrera | 3:12.20 |       |
| Medalha de bronze | JAM Jamaica        | Anthony Carr, Rupert Hoilett, Malcolm Spence, Mel Spence              | 3:12.61 |       |
| 4                 | BRA Brasil         |                                                                       | 3:17.14 |       |